# 中華民國—波札那關係
中華民國與波札那共和國於1966—1974年有官方外交關係，斷交後，目前沒有在對方首都互設具大使館功能的代表機構。對波札那的相關事務由駐南非共和國台北聯絡代表處兼轄。

## 政治

### 外交

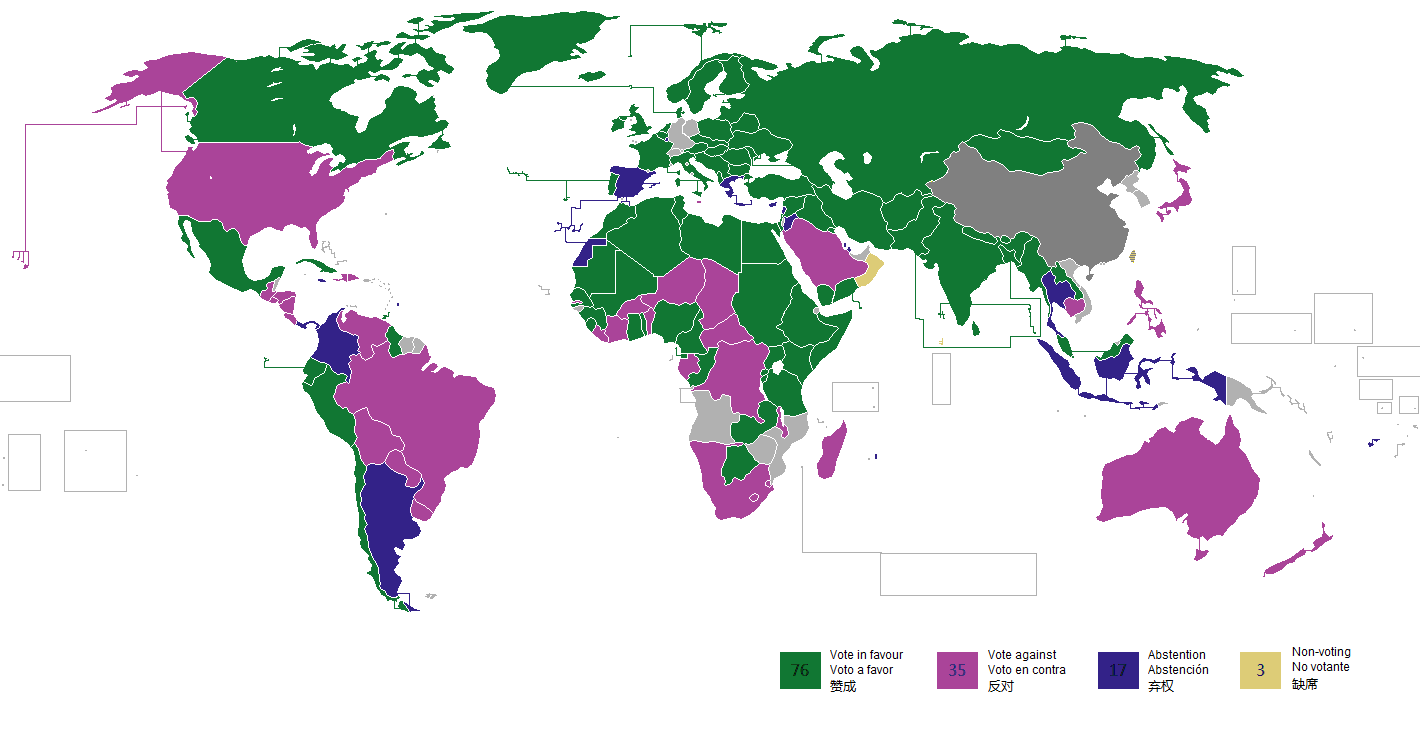
綠色國家表示在1971年的投票中反對中華民國續留聯合國，即《聯合國大會2758號決議》，其中包括波札那。

1966年12月30日，建立大使級外交關係。於首都嘉柏隆里設立中華民國駐波札那共和國大使館，並派駐大使。波札那則未設大使館、派駐大使。
1968年9月10日，簽署《中華民國與波札那共和國技術合作協定》，於1972年4月28日續簽。
1974年3月25日，波札那承認中华人民共和国，與中華民國斷交。4月5日，中華民國宣布與波札那斷交。
2020年1月11日，中華民國總統與立委選舉結束後，波札那國會議員兼波札那愛國陣線主席Biggie Ganda Butale於12日表達祝賀之意。
2021年4月15日，中華民國駐南非代表賀忠義代表政府捐贈电子计算机予波扎那Tita West地區，由波札那國會議員兼波札那愛國陣線主席Biggie Ganda Butale代表接受。

#### 中華民國駐波札那共和國大使（1967－1974年）
| 姓名   | 任命          | 到任          | 递交国书      | 免職         | 離任         | 外交衔级 | 外交職務     |
| ------ | ------------- | ------------- | ------------- | ------------ | ------------ | -------- | ------------ |
| 濮德玠 | 1967年4月10日 | 1967年6月9日  | 1967年6月15日 | 1970年5月2日 | 1970年6月9日 | 大使     | 特命全權大使 |
| 刘新玉 | 1970年5月2日  | 1970年6月12日 | 1970年6月18日 | 1974年4月5日 | 1974年4月5日 | 大使     | 特命全權大使 |

## 經濟

### 貿易
| 年分 | 貿易總額   | 貿易總額  | 貿易總額 | 出口至波札那 | 出口至波札那 | 出口至波札那 | 自波札那進口 | 自波札那進口 | 自波札那進口 | 順逆差  |
| 年分 | 金額       | 年增減    | 排名     | 金額         | 年增減       | 排名         | 金額         | 年增減       | 排名         | 順逆差  |
| ---- | ---------- | --------- | -------- | ------------ | ------------ | ------------ | ------------ | ------------ | ------------ | ------- |
| 2017 | 4,194,722  | ▼7.3%     | 167      | 3,566,210    | ▼20.5%       | 150          | 628,512      | ▲1,529.2%    | 165          | 順差▼   |
| 2018 | 1,540,623  | ▼63.3%    | 179      | 1,293,588    | ▼63.7%       | 169          | 247,035      | ▼60.7%       | 175          | 順差▼   |
| 2019 | 1,913,947  | ▲24.2%    | 182      | 1,162,691    | ▼10.1%       | 172          | 751,256      | ▲204.1%      | 160          | 順差▼   |
| 2020 | 1,195,766  | ▼37.5%    | 186      | 935,770      | ▼19.5%       | 174          | 259,996      | ▼65.4%       | 170          | 順差▲   |
| 2021 | 1,226,955  | ▲2.6%     | 191      | 1,066,982    | ▲14.0%       | 177          | 159,973      | ▼38.5%       | 182          | 順差▲   |
| 2022 | 1,054,005  | ▼14.1%    | 191      | 855,124      | ▼19.9%       | 180          | 198,881      | ▲24.3%       | 176          | 順差▼   |
| 2023 | 833,005    | ▼21.0%    | 193      | 614,491      | ▼28.1%       | 180          | 218,514      | ▲9.9%        | 169          | 順差▼   |
| 2024 | 40,237,693 | ▲4,730.4% | 110      | 454,794      | ▼26.0%       | 189          | 39,782,899   | ▲18,106.1%   | 86           | 逆差 -- |

2023年的兩國貿易項目如下：
出口至波札那的前10大項目為：機動車輛所用之零件與附件；稻米；自行車或機動車輛用之電氣照明或信號設備、擋風板刮刷器、去霜或去霧器；电动机與发电机；特定用途機器之零件與附件；玻璃鏡，包括後視鏡；橡膠或塑料加工機或以此類原料製造產品之機械；手操作之日期印、標封印或編號印與類似品以及手操作之排字號手盤與裝有排字號手盤之手操作印器；內科、外科、牙科或兽医用家具以及理髮用椅；美容或化粧用品與保養品等。
自波札那進口的項目為：金剛石（钻石）；合成或再製寶石或次寶石；有機表面活性剂、洗滌與清潔製劑；特殊物品，含進口未超過5萬新臺幣之小額報單與其他零星物品等。

### 投資
波札那過去因享有南部非洲发展共同体「关税減免額度認證計畫」（Duty Credit Certificate Scheme，DCCS）的退稅優惠，曾吸引10餘家臺商在波札那投資設廠，但DCCS於2011年終止後，多家臺商以優惠不再、利潤大幅縮水為由逐步撤資。截至2020年，在波札那有4家臺商，從事成衣、毛衣、繡花與經營商店等行業。目前有成立「波札那臺灣商會」。

### 交流
2017年10月，駐南非共和國臺北聯絡代表處（駐南非代表處）經濟組前往波札那拜會高等教育、研究暨科技部，以及投資、貿易暨工業部、工商總會，實地了解波札那的經貿投資現況。
2020年11月，駐南非代表處經濟組協助臺商出席「2020波札那全球虛擬貿易展」，主辦單位於虛擬展場放置中華民國國旗，經濟組並受邀出席線上開幕儀式。

## 簽證

持中華民國護照的中華民國國民簽證要求分布圖：入境波札那需要簽證。

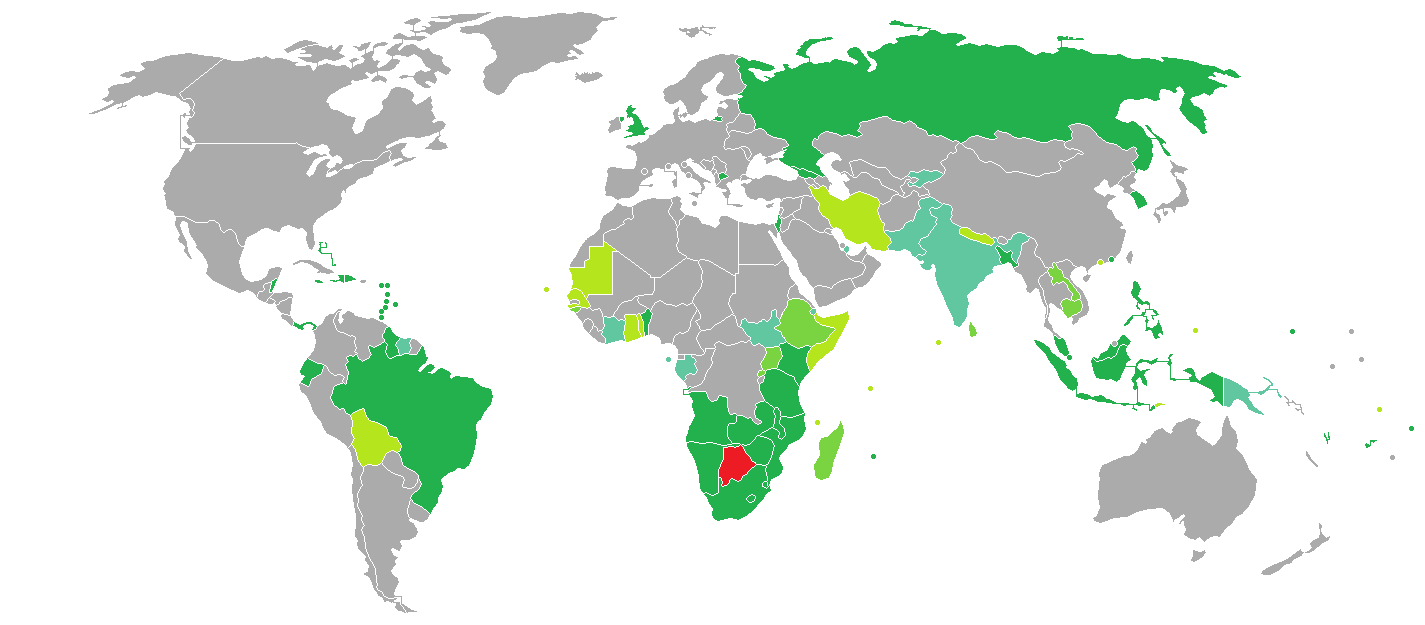
持波札那護照的波札那人口簽證要求分布圖：入境中華民國需要簽證。

兩國國民皆須申請簽證方可入境對方國家。持中華民國護照的中華民國國民需事先申請簽證入境波札那，亦可在邊境關口向波札那移民署申請落地簽證，單次停留最多14天，但程序較繁瑣耗時，僅適用需緊急入境者。經由南非國際機場轉機入出境波札那，不需申辦南非過境簽證；若出機場再轉搭陸上交通工具前往波札那，因已實際入境南非，故須申辦南非簽證。
持波札那護照的波札那國民抵台參加由中央政府機關主辦、協辦或贊助之國際會議、運動賽事、商展或其他活動，可以電子簽證入境中華民國，停留最多30天並不得延期。

## 交通

### 航空
資料截至2023年6月26日

#### 客運
兩國無直航班機，亦無中華民國→直航第三地→波札那，需多次轉機前往。
例如：
- 臺北→杜拜→約翰尼斯堡→波札那的國際機場（英语：List of airports in Botswana）。

## 外部連結
- 中華民國外交部－波札那共和國簡介 （页面存档备份，存于）
- 駐南非共和國台北聯絡代表處
- 外交部領事事務局－國外旅遊警示分級表
- 中華民國衛生福利部－國際旅遊疫情建議等級
- 中華民國國際經濟合作協會 （页面存档备份，存于）